# Blaster Master 2
Blaster Master 2 è un videogioco a piattaforme sviluppato da Software Creations e pubblicato nel 1993 per Sega Mega Drive. Seguito di Blaster Master distribuito esclusivamente in America del Nord da Sunsoft, non è stato realizzato dallo stesso team che aveva curato il precedente titolo.